# گیسک
گیسک روستای در شمال استان کرمان و شهرستان زرند است. این روستا بر اثر زمین‌لرزه ۱۳۵۶ باب تنگل ویران شد. بازماندگان زلزله با کمک دولت وقت خانه‌هایی یک شکل با زیربنای ۷۵ متر مربع در یک کیلومتری روستای ویران شده بنا کردند.
قرار گرفتن روستا در دامنه کوه و معماری طبقاتی آن، خانه‌های سرخ رنگ، وجود تالارها و بازارچه‌های زیرزمینی، عدم آوار برداری موجب شد این روستا به اکوموزه تبدیل شود. میراث فرهنگی ایران این روستای ویران شده را ثبت و به سایت گردشگری تبدیل کرده است.
روستای گیسک بزرگ‌ترین روستای خالی از سکنه ایران است و یکی از جاذبه دیدنی در شمال کرمان می‌باشد. نام جدید این روستای (شهرک طالقانی) است.